# Powiat Ibi
Powiat Ibi (jap. 揖斐郡 Ibi-gun) – powiat w Japonii, w prefekturze Gifu. W 2024 roku liczył 61 857 mieszkańców.

## Miejscowości
- Ibigawa
- Ikeda
- Ōno